# Schöne Aussicht (Roman)
Schöne Aussicht ist der Titel eines 1981 erschienenen autobiografischen Gesellschaftsromans von Walter Kempowski und der zweite Band seiner neunteiligen Romanfolge Deutsche Chronik.

## Handlung
Die Handlung des Romans spielt in der Zeit unmittelbar nach dem Ersten Weltkrieg und überwiegend in Rostock. Der Roman erzählt weniger eine durchgehende Geschichte als vielmehr das Leben des Reeder-Sohnes Karl Kempowski und dessen Ehefrau Grethe, geborene de Bonsac. In diesen beiden Gestalten sind die Eltern des Autors dargestellt.
Um diese beiden Personen herum entwickelt der Erzähler ein komplexes Geflecht von einzelnen Episoden, die aus der Sicht von Karl und Grethe, deren Eltern und Kindern, aber auch deren Freunden, Nachbarn und Straßenbekanntschaften geschildert werden. Der zeitpolitische Hintergrund spielt dabei nur insofern eine Rolle, als auch die Firma Kempowski von der Wirtschaftskrise betroffen ist und sich einschränken muss. Mehr als die politischen Zusammenhänge interessieren den Autor jedoch die Schilderung unterschiedlicher sozialer Milieus und unterschiedlicher Charaktere, das alltägliche Leben eines deutschen Durchschnittstypus zur Zeit nach dem Ersten Weltkrieg, das in allen Einzelheiten sehr anschaulich beschrieben wird.

## Gliederung
Der Roman ist in zwei Teile gegliedert.
Im ersten Teil, der die Situation nach dem Ersten Weltkrieg und zur Zeit der Weimarer Republik darstellt, ist Karl als ehemaliger Offizier Mitglied eines Stammtisches, an dem man sich über die Republik und den Friedensvertrag von Versailles erregt. Für ihn haben diese Treffen aber eher eine gesellschaftliche als tatsächlich politische Bedeutung und bald bleibt er diesem Stammtisch fern, als andere Dinge seine Aufmerksamkeit beanspruchen. Karl hat eine kurze Affäre auf einer Geschäftsreise, Grethe kümmert sich um die Kinder, deren Schulalltag (bis hin zur Charakterisierung einzelner Lehrertypen) und deren Freunde und Freizeitbeschäftigungen eindrücklich beschrieben werden.
Der zweite Teil beschreibt die Zeit vor und nach der „Machtergreifung“ durch die Nationalsozialisten. Die politischen Veränderungen nehmen alle Personen mehr oder weniger nur am Rande wahr. Man lobt die wirtschaftliche Konsolidierung und glaubt, dass wieder Ordnung herrscht. Karl tritt in die SA ein, weniger aus Überzeugung als aus Opportunismus, findet deren Veranstaltungen jedoch albern. Er bekommt Schwierigkeiten, als er das Horst-Wessel-Lied zum Scherz auf Latein singt und wird schließlich ausgeschlossen, als sich herausstellt, dass er Freimaurer war. Alle Personen des Romans, die teils positiv, teils gleichgültig oder ablehnend dem Regime gegenüberstehen, versuchen sich damit zu arrangieren. Dass Nachbarn abgeholt werden und manchmal nicht mehr zurückkommen, wird bemerkt, aber nicht weiter erörtert. Schließlich trifft es auch Karls Familie: Einer seiner Schwager, der Devisen unterschlagen haben soll, wird verhaftet. Bald darauf erhält dessen Frau die Nachricht, dass sie die Urne mit seiner Asche abholen könne. Alle wundern sich darüber, dass er in der Haft gestorben ist, da er doch so gesund gewesen sei.
Der Roman endet mit einem großen Familientreffen der Kempowskis und der Aussicht darauf, dass Karl und seine Familie bald in eine größere, standesgemäßere Wohnung umziehen können.

## Buchausgaben
- Schöne Aussicht. Roman. Knaus, Hamburg 1981, ISBN 3-8135-5897-5 (Erstausgabe).
- Schöne Aussicht. Roman. Goldmann, München 1984, ISBN 3-442-06721-9 (Taschenbuch).
- Schöne Aussicht. Roman. Btb, München 1997, ISBN 3-442-72103-2 (Neuausgabe, vom Autor überarbeitet).
- Schöne Aussicht. Roman. Btb, München 1999, ISBN 3-442-72547-X (= Die deutsche Chronik, Band 2).